# Tomboco
Tomboco è una municipalità dell'Angola appartenente alla provincia dello Zaire. Ha 43.542 abitanti (stima del 2006).
Il capoluogo è Tomboco.